# 21e brigade de cavalerie (Empire allemand)
Pour les articles homonymes, voir 21e brigade.
La 21e brigade de cavalerie est une grande unité de l'armée prussienne de 1866 à 1914.

## Histoire
Après la victoire de la guerre austro-prussienne et l'expansion conséquente du territoire prussien , la 21e brigade de cavalerie est également créée avec la formation du 11e corps d'armée le 11 octobre 1866. Le commandement se trouve à Francfort-sur-le-Main et la brigade fait partie de la 21e division d'infanterie. Le 5e régiment de dragons et le 14e régiment de hussards lui sont subordonnés.
Pendant la durée de la mobilisation à l'occasion de la guerre contre la France, le commandement en 1870/71 forme l'état-major de la 15e brigade de cavalerie. Au sein de la 6e division de cavalerie, elle est engagée en août 1870 dans les batailles de Neunkirchen, Ars-Laquenexy, Vionville, Gravelotte, Sivry. Du 21 septembre au 25 octobre 1870, elle participe au siège de Paris en octobre 1870 et à la bataille d'Orléans début décembre. S'ensuivent des batailles à Nouan-le-Fuzelier et Salbris et en janvier 1871 à Saint-Amand.
Après la guerre, le 14e régiment de hussards quitte la brigade en 1871 et est remplacé par le 13e régiment de hussards. Avant le début des exercices d'automne en 1894, le 5e régiment de dragons est remplacé par le 6e régiment d'uhlans (de), qui est transféré de Mühlhausen et Langensalza à Hanau, sous le commandement de la brigade.
Avec la formation du 18e corps d'armée le 1er avril 1899, la 21e division et la 21e brigade de cavalerie sont subordonnées au commandement général de Francfort-sur-le-Main. Le 1er juillet 1905, le 13e régiment de hussards est remplacé par le 6e régiment de dragons stationné à Mayence.
Avec le déclenchement de la Première Guerre mondiale, la brigade est dissoute le 2 août 1914. Le 6e régiment de dragons rejoint la 25e division d'infanterie en tant que cavalerie divisionnaire, le 6e régiment d'uhlans la 21e division d'infanterie.

## Commandants
| Grade               | Nom                                                  | Date                                                     |
| ------------------- | ---------------------------------------------------- | -------------------------------------------------------- |
| Oberst/Generalmajor | Gustav Waldemar von Rauch                            | 30 octobre 1866 au 22 mai 1871                           |
| Oberst              | Walter von Loë                                       | 23 mai 1871 au 30 octobre 1872                           |
| Oberst/Generalmajor | Fritz von Bernuth (de)                               | 31 octobre 1872 au 15 août 1873                          |
| Oberst              | Wilhelm von Heuduck (de)                             | 116 août 1873 au 27 mai 1874 (chargé de la direction)    |
| Oberst/Generalmajor | Wilhelm von Heuduck                                  | 28 mai 1874 au 1er janvier 1876                          |
| Oberst              | Wilhelm Dietrich von Gemmingen (de)                  | 2 janvier au 10 novembre 1876 (chargé de la direction)   |
| Oberst/Generalmajor | Wilhelm Dietrich von Gemmingen                       | 11 novembre 1876 au 16 octobre 1883                      |
| Generalmajor        | Georg von Dincklage (de)                             | 17 octobre 1883 au 10 février 1886                       |
| Generalmajor        | Alfred von Scholten                                  | 11 février 1886 au 15 avril 1889                         |
| Oberst/Generalmajor | Philipp August von Croÿ                              | 16 avril 1889 au 20 avril 1894                           |
| Oberst/Generalmajor | Adolf von Papen                                      | 21 avril 1894 au 15 juin 1896                            |
| Oberst/Generalmajor | Adolf von Bülow                                      | 16 juin 1896 au 1er novembre 1897                        |
| Oberst/Generalmajor | Ernst Brinckmann                                     | 1er novembre 1897 au 15 juin 1900                        |
| Oberst/Generalmajor | August von Festenberg-Packisch                       | 16 juin 1900 au 9 avril 1906                             |
| Württ. Oberst       | Ernest de Saxe-Weimar                                | 10 avril 1906 au 19 janvier 1909                         |
| Oberst              | Albert de Schleswig-Holstein-Sonderbourg-Glücksbourg | 27 janvier au 15 septembre 1909 (chargé de la direction) |
| Oberst/Generalmajor | Albert de Schleswig-Holstein-Sonderbourg-Glücksbourg | 16 septembre 1909 au 22 mai 1911                         |
| Oberst/Generalmajor | Reinhard von Wechmar                                 | 23 mai 1911 au 6 juillet 1913                            |
| Oberst              | Gerhard von Glasenapp                                | 7 juillet 1913 au 2 août 1914                            |